# ديشار زغبي
ديشار زغبي (الاسم العلمي:Pteris pubescens) هو نوع نباتي يتبع جنس الديشار من فصيلة الديشارية